# Sigale
Sigale település Franciaországban, Alpes-Maritimes megyében. Lakosainak száma 202 fő (2022. január 1.). Sigale Aiglun, Cuébris, Roquestéron, Roquestéron-Grasse és Sallagriffon községekkel határos.

## Népesség
A település népessége az elmúlt években az alábbi módon változott:
| Lakosok száma | 112  | 145  | 160  | 205  | 206  | 203  | 198  | 197  | 197  | 202  |
|               | 1968 | 1982 | 1990 | 2006 | 2013 | 2015 | 2017 | 2019 | 2020 | 2022 |